# John Lightfoot
John Lightfoot (9 de dezembro de 1735 — 20 de fevereiro de 1788) foi um padre,  livreiro,  botânico e conquiliologista britânico.
Em 1786, publicou um catálogo constituido principalmente por conchas. O catálogo, conhecido como "Catálogo Portland", é  de grande importância para a taxonomia das conchas, porque descreve cientificamente numerosas espécies novas.